# Fier (hạt)
Hạt Fier (tiếng Albania: Qarku i Fierit) là một trong 12 hạt của Albania.  Hạt này gồm các huyện  Fier, Lushnjë và Mallakastër với tỉnh lỵ là Fier. Hạt Fier có dân số khoảng 480.000 (ước tính năm 2005).
Rìa tây của hạt Fier là bờ biển dọc theo biển Adriatic. Hạt này giáp các hạt sau của Albania:
- Tirana: bắc
- Elbasan: đông bắc
- Berat: đông
- Gjirokastër: đông nam
- Vlorë: nam